# Președintele Guvernului Spaniei
Prim-ministrul Spaniei, oficial Președintele Guvernului Spaniei (în spaniolă Presidente del Gobierno de España), este șeful guvernului Spaniei. Funcția a fost înființată în forma sa actuală de către Constituția din 1978. 
Monarhul spaniol desemnează un candidat pentru președinția guvernului, care se prezintă în fața Congresului Deputaților din Spania, camera inferioară din Cortes Generales (parlamentul), pentru un vot de încredere într-un proces denumit învestitură parlamentară, efectiv o alegere indirectă a șefului guvernului de către aleșii din Congresul Deputaților.

## Lista prim-miniștrilor Spaniei
Această listă este generată cu date din Wikidata și este actualizată periodic de un robot.
 Editările făcute în listă vor fi șterse la următoarea actualizare!
| Foto | Nume                                      | Începutul mandatului                                                         | Sfârșitul mandatului                                                         |
| ---- | ----------------------------------------- | ---------------------------------------------------------------------------- | ---------------------------------------------------------------------------- |
|      | Ramón María Narváez, 1st Duke of Valencia | 1844-05-03 1846-03-16 1847-10-04 1849-10-20 1856-10-12 1864-09-16 1866-07-10 | 1846-02-12 1846-04-05 1849-10-19 1851-01-14 1857-10-15 1865-06-21 1868-04-23 |
|      | Florencio García Goyena                   | 1847-09-12                                                                   | 1847-10-04                                                                   |
|      | Leopoldo O'Donnell                        | 1856-07-14 1858-06-30 1865-06-21                                             | 1857-10-12 1856-10-12 1863-03-02 1866-07-10                                  |
|      | Joaquín Jovellar y Soler                  | 1875-09-12                                                                   | 1875-12-02                                                                   |
|      | José de Posada Herrera                    | 1883-10-13                                                                   | 1884-01-18                                                                   |
|      | Gabino Bugallal y Araujo                  | 1921-11-08                                                                   | 1921-03-13                                                                   |
|      | José Sánchez Guerra                       | 1922-01-01                                                                   | 1922-01-01                                                                   |
|      | Dámaso Berenguer, 1st Count of Xauen      | 1930-03-28                                                                   | 1931-01-01                                                                   |
|      | Juan Bautista Aznar-Cabañas               | 1931-01-01                                                                   | 1931-01-01                                                                   |
|      | Joaquín Chapaprieta                       | 1935-09-25                                                                   | 1935-12-14                                                                   |
|      | Q186666                                   | 1936-05-10                                                                   | 1936-07-19                                                                   |
|      | Luis Carrero Blanco                       | 1973-06-09                                                                   | 1973-12-20                                                                   |
|      | Torcuato Fernández-Miranda Hevia          | 1973-12-20                                                                   | 1973-12-31                                                                   |
|      | Carlos Arias Navarro                      | 1973-12-31                                                                   | 1976-07-01                                                                   |
|      | Fernando de Santiago y Díaz               | 1976-07-02                                                                   | 1976-07-05                                                                   |
|      | Q214367                                   | 1976-07-05                                                                   | 1981-02-26                                                                   |
|      | Leopoldo Calvo Sotelo                     | 1981-02-26                                                                   | 1982-12-02                                                                   |
|      | Felipe González                           | 1982-12-02                                                                   | 1996-05-04                                                                   |
|      | José María Aznar                          | 1996-05-04                                                                   | 2004-04-17                                                                   |
|      | Q41395                                    | 2004-04-16                                                                   | 2011-12-21                                                                   |
|      | Mariano Rajoy                             | 2011-12-20 2015-12-21 2016-10-30                                             | 2015-12-21 2016-10-30 2018-06-01                                             |
|      | Pedro Sánchez                             | 2018-06-02 2020-01-08 2023-11-17                                             | 2019-04-30 2023-07-25                                                        |